# ورید اجوف تحتانی

۱. دهلیز راست
۲. دهلیز چپ
۳. بزرگ‌سیاهرگ زبَرین
۴. آئورت
۵. سرخرگ ششی
۶. سیاهرگ ششی
۷. دریچه میترال (دولختی)
۸. دریچه آئورتی
۹. بطن چپ
۱۰. بطن راست
۱۱. بزرگ‌سیاهرگ زیرین
۱۲. دریچه سه‌لتی
۱۳. دریچه ششی

بزرگ‌سیاهرگ‌ زیرین یا وَرید اَجوَف تحتانی (به انگلیسی: Inferior Vena Cava) (که در جانوران بزرگ‌سیاهرگ پسین نامیده می‌شود) خون نواحی تحتانی بدن از جمله شکم، لگن و اندام‌های تحتانی را به دهلیز راست برمی‌گرداند.
مجرایی که در حجاب حاجز برای عبور سیاهرگ میان‌تهی وجود دارد سوراخ بزرگ‌سیاهرگی (Quadrate foramen) نام دارد.

## کالبدشناسی
وَرید اَجوَف تحتانی از تلفیق سیاهرگ تهیگاهی مشترک چپ و راست در سطح مهره پنجم کمری ایجاد می‌شود.
وَرید اَجوَف تحتانی (IVC) در حفره شکمی از پشت پریتوئن در سمت راست ستون مهره‌ها طی مسیر می‌کند و در سطح مهره هشتم توراسیک از طریق Caval Hiatus وارد قفسه سینه شده و طی یک مسیر کوتاه وارد دهلیز راست می‌گردد.
وَرید اَجوَف تحتانی بزرگ‌ترین سیاهرگ بدن است و خون قسمتهای پایین بدن را به قلب می‌رساند. خون وریدی معده و روده ابتدا بوسیله ورید باب داخل کبد و پس از عبور از کبد بوسیله دو یا سه ورید فوق کلیوی داخل بزرگ‌سیاهرگ زیرین می‌گردد. ورید اجوف تحتانی که به موازات چهارمین مهره کمر از دو ورید خاصره اصلی راست و چپ تشکیل می‌یابد از سمت راست ستون فقرات بالا آمده و وارد دهلیز راست قلب می‌گردد. در این مسیر به ترتیب وریدهای کلیوی، غدد فوق کلیوی، اعضای تناسلی، و وریدهای فوق کبدی داخل آن می‌شوند.

## تزریق در بزرگ‌سیاهرگ
تزریق در بزرگ‌سیاهرگ (Caval infusion) یک نوع درمان برای نارسائی حاد کلیه همراه با انوری است به‌طوری که یک سوند قلبی نایلونی حاجب به اشعه ایکس را از راه سیاهرگ رانی عبور داده واردبزرگ‌سیاهرگ زیرین می‌کنند تا نزدیک سیاهرگ کلیه یا داخل بزرگ‌سیاهرگ زیرین به دهلیز راست برسد. می‌توان مایع هیپرتونیک مناسب را به‌طور پیوسته در این سوند تزریق کرد.

## نگارخانه

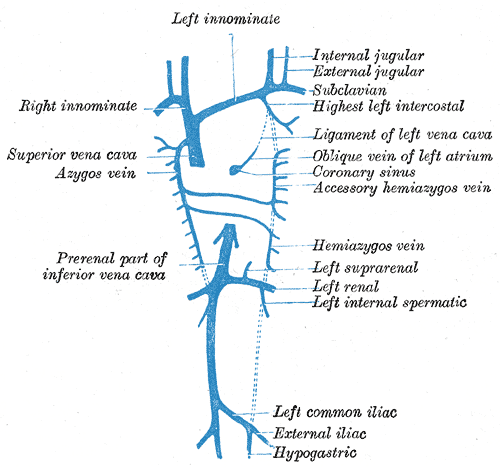
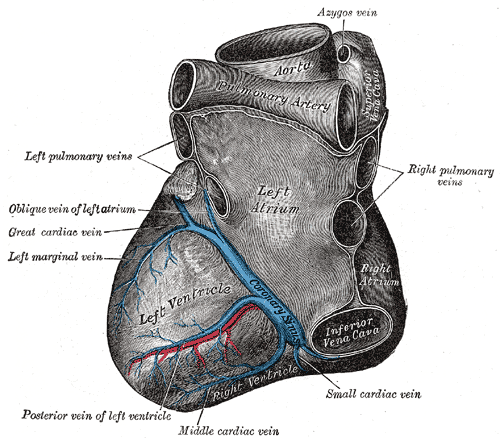
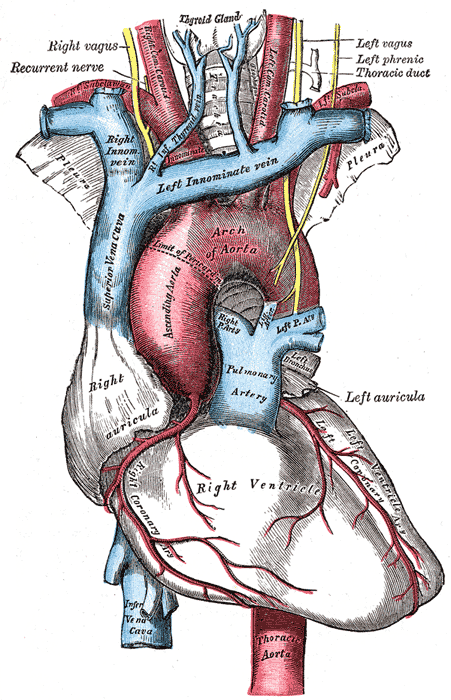
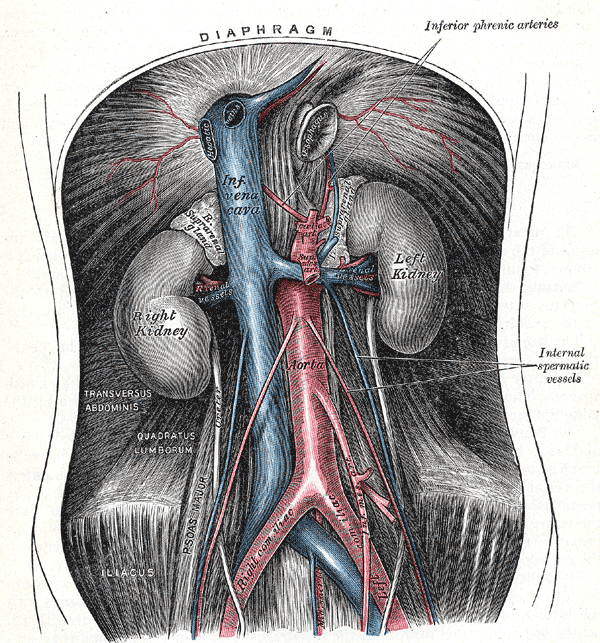
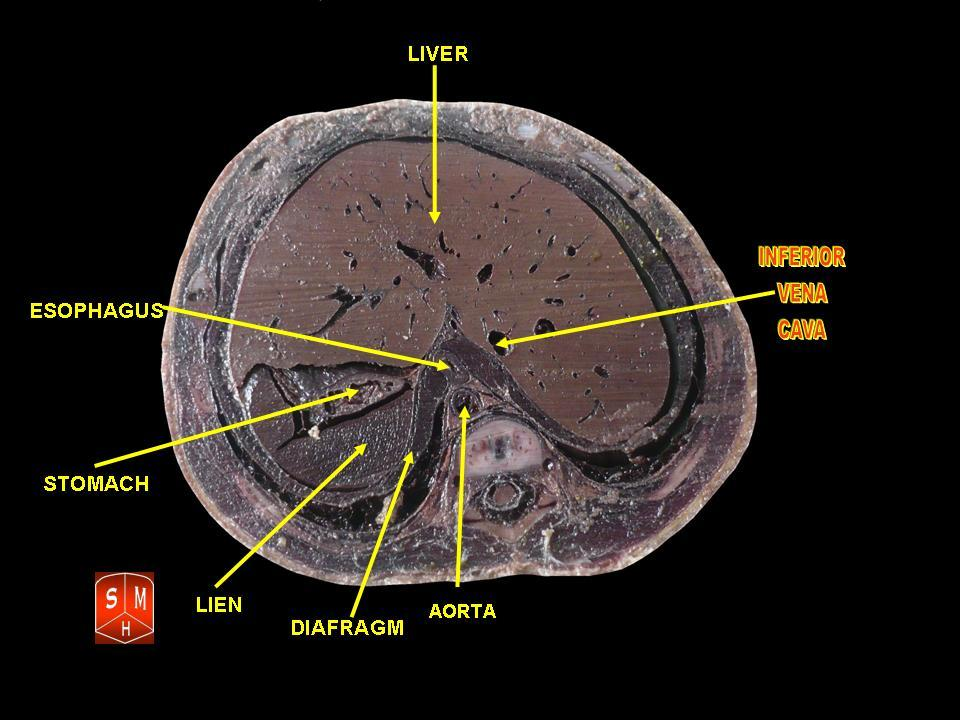
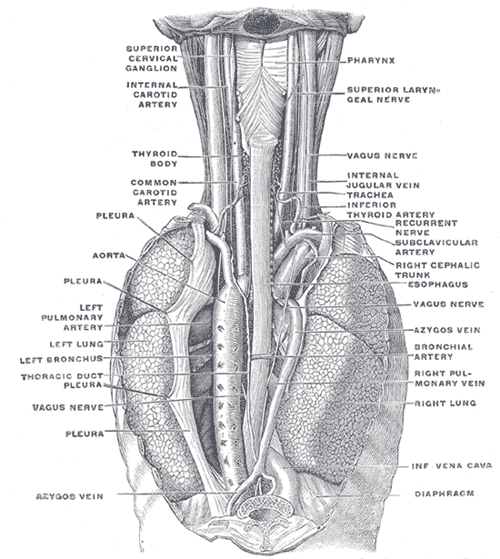
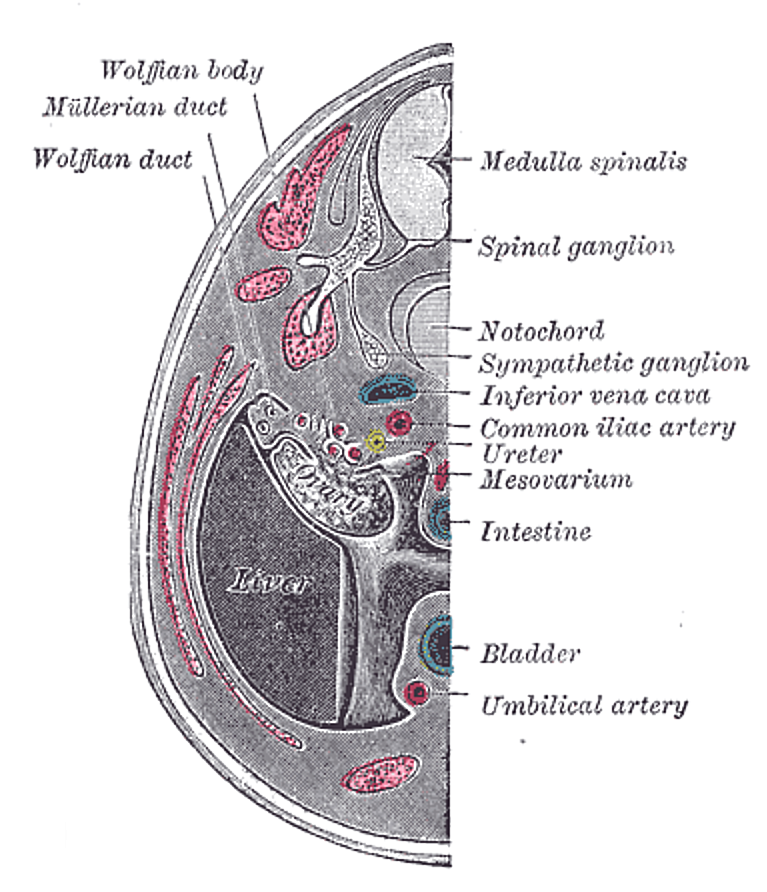
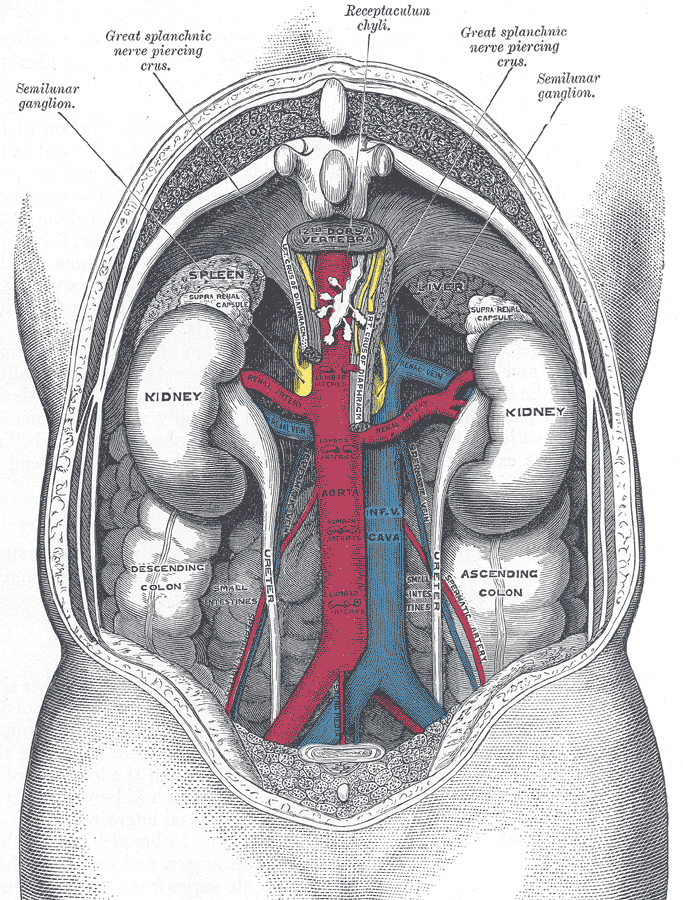
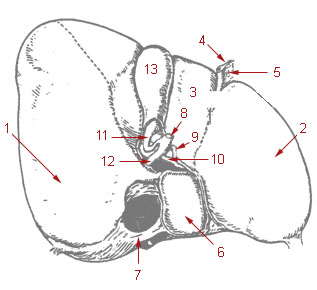
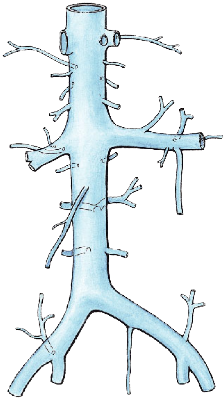
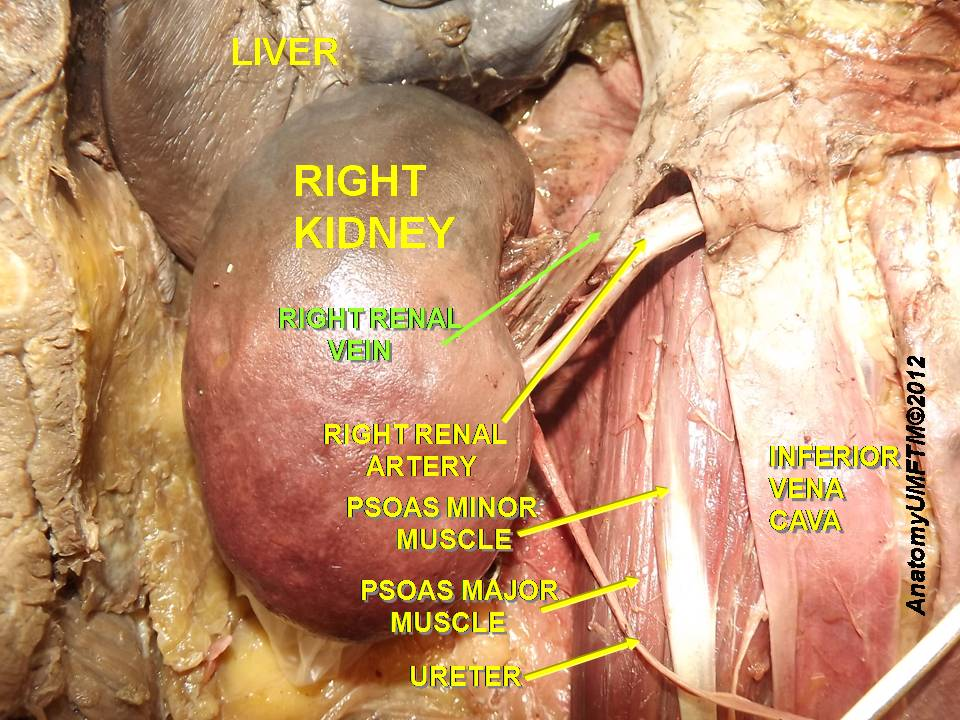
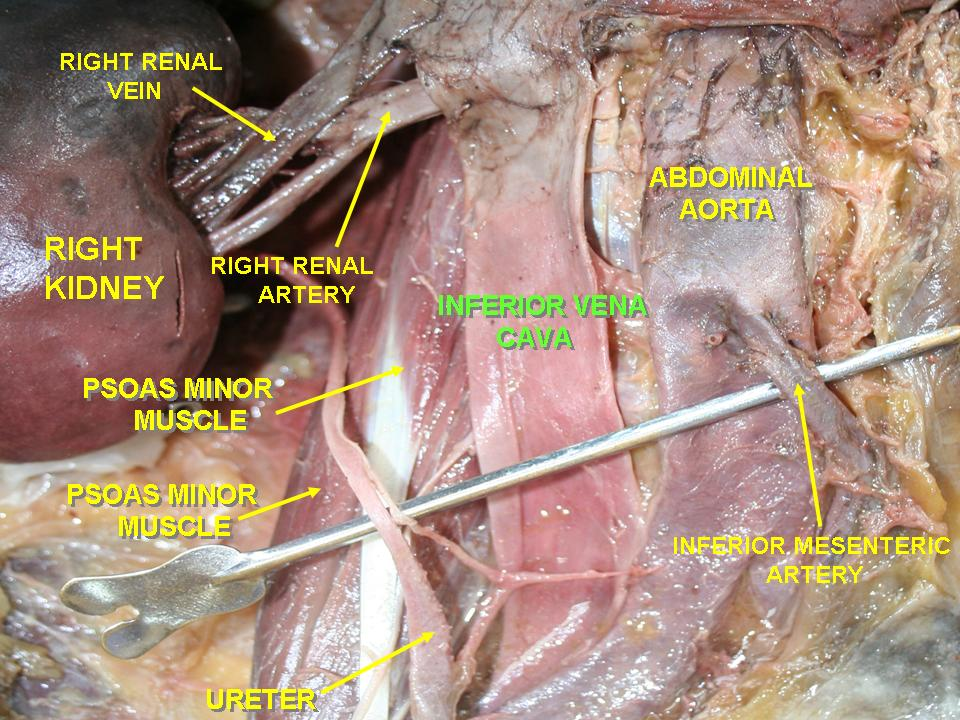
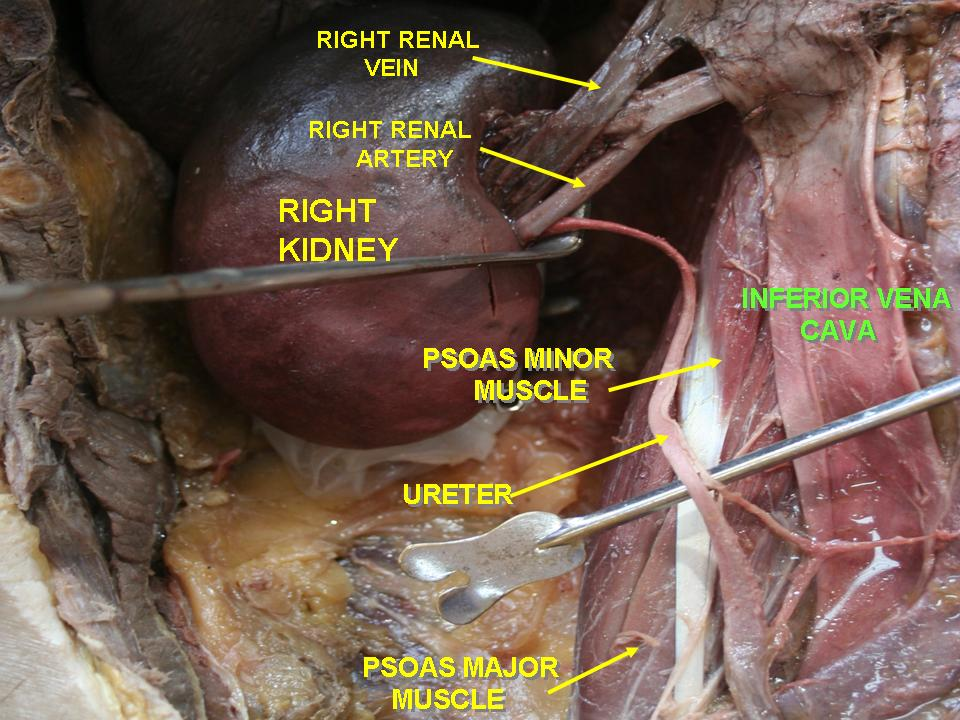
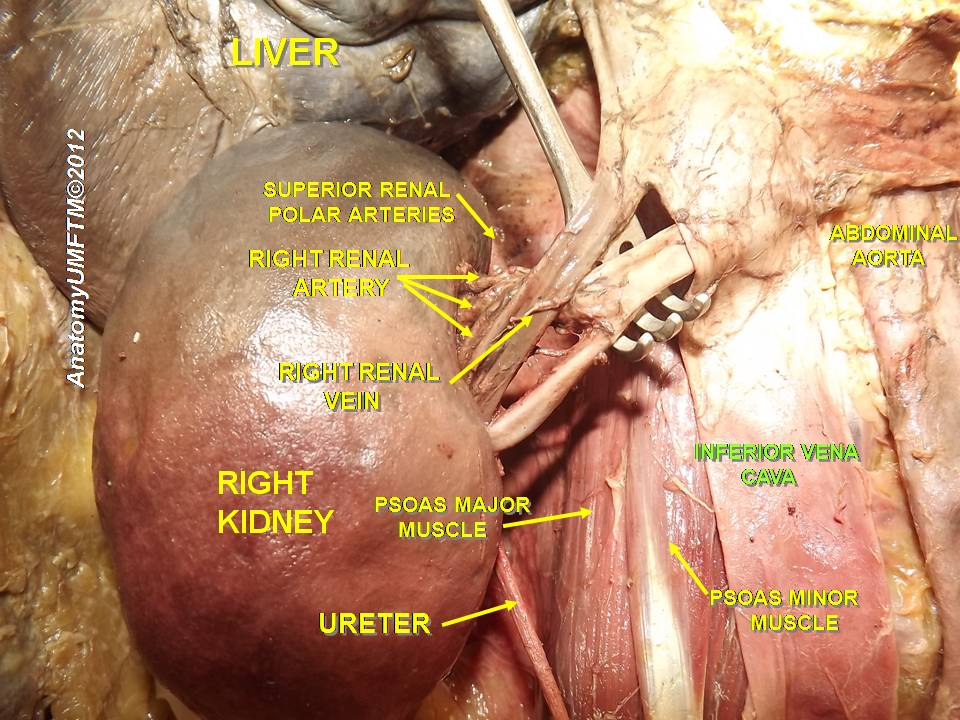
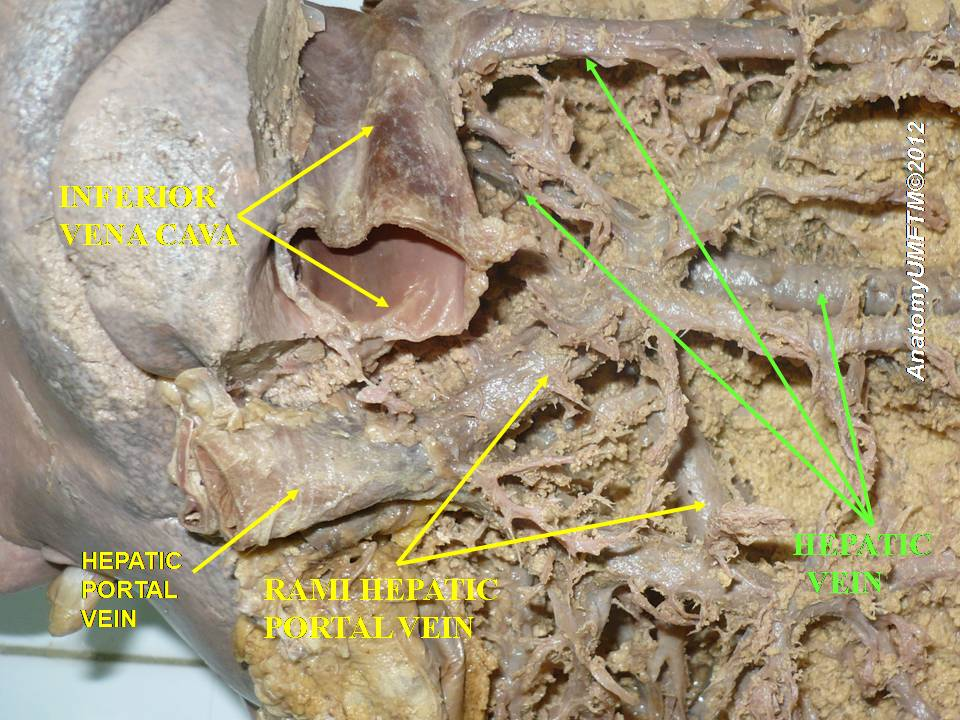